# Trypethelium galligenum
Trypethelium galligenum är en lavart som beskrevs av Aptroot. Trypethelium galligenum ingår i släktet Trypethelium och familjen Trypetheliaceae.   Inga underarter finns listade i Catalogue of Life.